# Hirakawa
Hirakawa (平川市, Hirakawa-shi) est une ville située dans la préfecture d'Aomori, sur l'île de Honshū, au Japon.

## Géographie

### Situation
Hirakawa est située dans le sud de la préfecture d'Aomori, à l'extrémité sud de la plaine de Tsugaru et à l'ouest du lac Towada.

### Municipalités limitrophes
| Inakadate, Hirosaki | Kuroishi | Aomori |
| Ōwani               | Hirakawa | Towada |
| Ōdate               | Kosaka   | Kosaka |

### Démographie
En mars 2021, la population était de 30 616 habitants, répartis sur une superficie de 346,01 km2.

## Histoire
La ville de Hirakawa a été créée en 2006 de la fusion des anciens bourgs de Hiraka et Onoe et de l'ancien village d'Ikarigaseki.

## Culture locale et patrimoine

### Patrimoine religieux

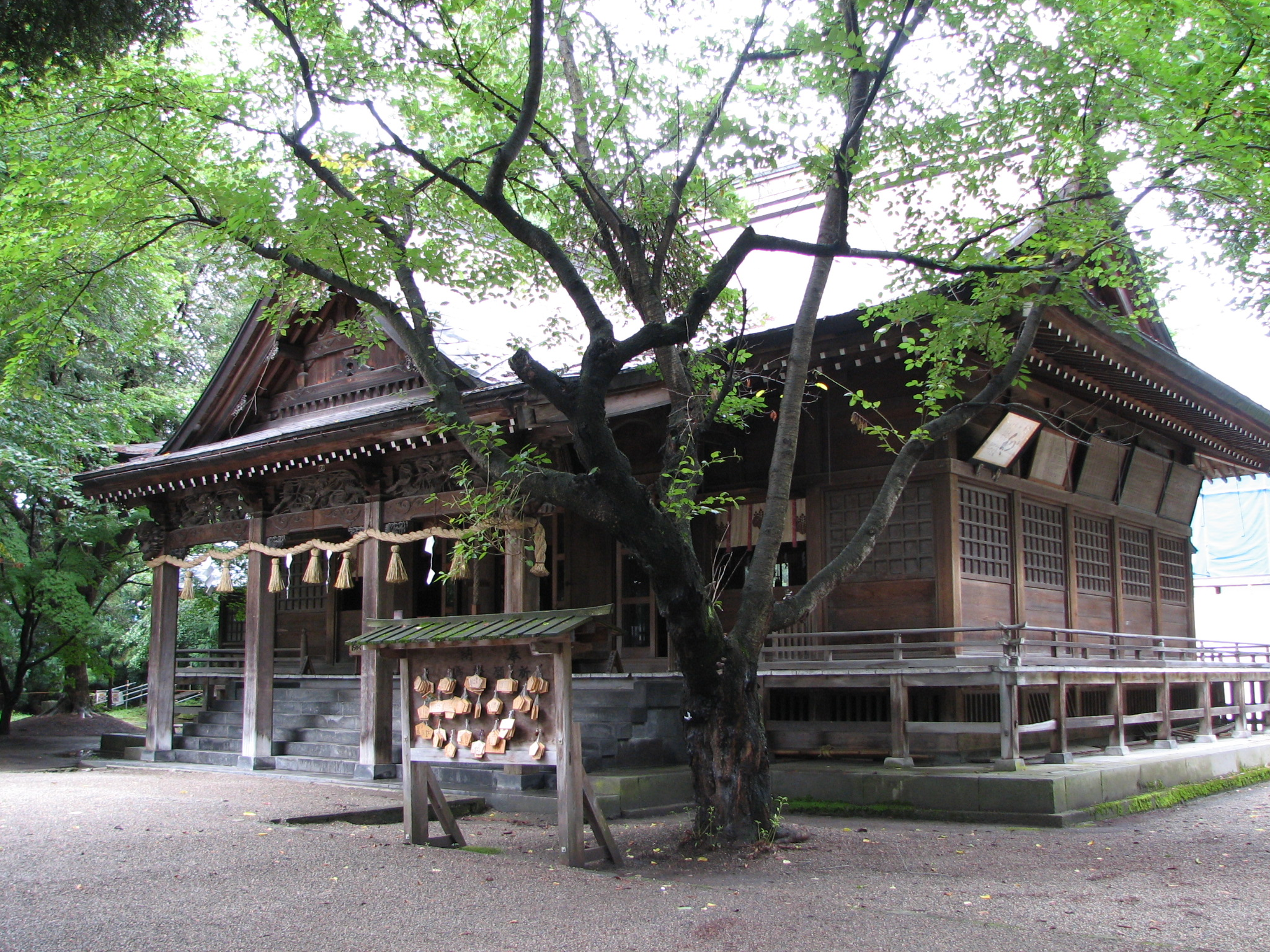
Saruga-jinja.

- Saruka-jinja

### Patrimoine naturel
Hirakawa abrite le Seibi-en, jardin japonais réalisé entre 1902 et 1911 et désigné lieu de beauté pittoresque, ainsi que le Seito shoin teien, jardin sec, classé lieu de beauté pittoresque national et datant de la fin de l'époque d'Edo (1603-1868).

## Transports
La ville est desservie par la ligne principale Ōu de la JR East et la ligne Kōnan de la Kōnan Railway.

## Symboles municipaux
Les symboles municipaux sont la fleur de pommier, la fauvette du Japon et le pin noir.

## Jumelage
Hirakawa est jumelée avec Taichung à Taïwan.